# سوني كارلسون
سوني كارلسون (بالسويدية: Sune Carlson)‏ هو اقتصادي سويدي، ولد في 1909 في Gryts församling, Strängnäs stift ‏ في السويد، وتوفي في 1999.